# MTV Video Music Awards/Video of the Year
Der MTV Video Music Award for Video of the Year ist der Hauptpreis der MTV Video Music Awards und wird seit der Erstverleihung 1984 vergeben.

## Geschichte
Taylor Swift hält den Rekord für die meisten Auszeichnungen mit insgesamt vier Awards für Bad Blood (2015), You Need to Calm Down (2019), All Too Well (10 Minute Version) (Taylor's Version) (2022) und Anti-Hero (2023).
Beyoncé und Eminem führen die Nominierungsliste mit je sieben Nominierungen an.
Das Kunststück, in einem Jahr mit je zwei Videos nominiert zu sein, gelang David Lee Roth (1985), U2 (1988) und Lady Gaga (2010).
Doja Cat war 2021 die erste Nominierte in dieser Kategorie, die gleichzeitig die Veranstaltung moderierte.

## Übersicht
| Award | Jahr | Preisträger                                | für das Video                                       | Nominierungen |
| ----- | ---- | ------------------------------------------ | --------------------------------------------------- | --- |
| 1.    | 1984 | The Cars                                   | You Might Think                                     | - Herbie Hancock – Rockit - Michael Jackson – Thriller - Cyndi Lauper – Girls Just Want to Have Fun - The Police – Every Breath You Take |
| 2.    | 1985 | Don Henley                                 | The Boys of Summer                                  | - Tom Petty & the Heartbreakers – Don't Come Around Here No More - David Lee Roth – California Girls - David Lee Roth – Just a Gigolo/I Ain't Got Nobody - USA for Africa – We Are the World                                                   |
| 3.    | 1986 | Dire Straits                               | Money for Nothing                                   | - a-ha – Take On Me - Godley & Creme – Cry - Robert Palmer – Addicted to Love - Talking Heads – Road to Nowhere |
| 4.    | 1987 | Peter Gabriel                              | Sledgehammer                                        | - Genesis – Land of Confusion - Paul Simon – The Boy in the Bubble - U2 – With or Without You - Steve Winwood – Higher Love |
| 5.    | 1988 | INXS                                       | Need You Tonight/Mediate                            | - George Harrison – When We Was Fab - Bruce Springsteen – Tunnel of Love - U2 – I Still Haven’t Found What I’m Looking For - U2 – Where the Streets Have No Name                                                                               |
| 6.    | 1989 | Neil Young                                 | This Note’s for You                                 | - Fine Young Cannibals – She Drives Me Crazy - Michael Jackson – Leave Me Alone - Madonna – Like a Prayer - Steve Winwood – Roll with It |
| 7.    | 1990 | Sinéad O’Connor                            | Nothing Compares 2 U                                | - Aerosmith – Janie's Got a Gun - Don Henley – The End of the Innocence - Madonna – Vogue |
| 8.    | 1991 | R.E.M.                                     | Losing My Religion                                  | - C+C Music Factory – Gonna Make You Sweat (Everybody Dance Now) - Deee-Lite – Groove Is in the Heart - Divinyls – I Touch Myself - Chris Isaak – Wicked Game (Concept) - Queensrÿche – Silent Lucidity                                        |
| 9.    | 1992 | Van Halen                                  | Right Now                                           | - Def Leppard – Let’s Get Rocked - Nirvana – Smells Like Teen Spirit - Red Hot Chili Peppers – Under the Bridge |
| 10.   | 1993 | Pearl Jam                                  | Jeremy                                              | - Aerosmith – Livin’ on the Edge - En Vogue – Free Your Mind - Peter Gabriel – Digging in the Dirt - R.E.M. – Man on the Moon |
| 11.   | 1994 | Aerosmith                                  | Cryin’                                              | - Beastie Boys – Sabotage - Nirvana – Heart-Shaped Box - R.E.M. – Everybody Hurts |
| 12.   | 1995 | TLC                                        | Waterfalls                                          | - Green Day – Basket Case - Michael Jackson and Janet Jackson – Scream - Weezer – Buddy Holly |
| 13.   | 1996 | The Smashing Pumpkins                      | Tonight, Tonight                                    | - Bone Thugs-n-Harmony – Tha Crossroads - Foo Fighters – Big Me - Alanis Morissette – Ironic |
| 14.   | 1997 | Jamiroquai                                 | Virtual Insanity                                    | - Beck – The New Pollution - Jewel – You Were Meant for Me - Nine Inch Nails – The Perfect Drug - No Doubt – Don't Speak |
| 15.   | 1998 | Madonna                                    | Ray of Light                                        | - Brandy & Monica – The Boy Is Mine - Puff Daddy & the Family (feat. The LOX, Lil' Kim, The Notorious B.I.G. & Fuzzbubble) – It's All About the Benjamins (rock remix) - Will Smith – Gettin’ Jiggy wit It - The Verve – Bitter Sweet Symphony |
| 16.   | 1999 | Lauryn Hill                                | Doo Wop (That Thing)                                | - Backstreet Boys – I Want It That Way - Korn – Freak on a Leash - Ricky Martin – Livin’ la Vida Loca - Will Smith (feat. Dru Hill & Kool Moe Dee) – Wild Wild West                                                                            |
| 17.   | 2000 | Eminem                                     | The Real Slim Shady                                 | - D’Angelo – Untitled (How Does It Feel) - Kid Rock – Cowboy - Ricky Martin – Shake Your Bon-Bon - Moby – Natural Blues |
| 18.   | 2001 | Christina Aguilera, Lil’ Kim, Mýa and Pink | Lady Marmalade                                      | - Missy Elliott – Get Ur Freak On - Eminem (featuring Dido) – Stan - Fatboy Slim – Weapon of Choice - Janet Jackson – All for You - U2 – Beautiful Day                                                                                         |
| 19.   | 2002 | Eminem                                     | Without Me                                          | - Linkin Park – In the End - 'N Sync – Gone - Nas – One Mic - P.O.D. – Alive - The White Stripes – Fell in Love with a Girl |
| 20.   | 2003 | Missy Elliott                              | Work It                                             | - 50 Cent – In da Club - Johnny Cash – Hurt - Eminem – Lose Yourself - Justin Timberlake – Cry Me a River |
| 21.   | 2004 | OutKast                                    | Hey Ya!                                             | - D12 – My Band - Jay-Z – 99 Problems - Britney Spears – Toxic - Usher (feat. Ludacris & Lil Jon) – Yeah! |
| 22.   | 2005 | Green Day                                  | Boulevard of Broken Dreams                          | - Coldplay – Speed of Sound - Snoop Dogg (feat. Pharrell) – Drop It Like It's Hot - Gwen Stefani – Hollaback Girl - Kanye West – Jesus Walks                                                                                                   |
| 23.   | 2006 | Panic! at the Disco                        | I Write Sins Not Tragedies                          | - Christina Aguilera – Ain't No Other Man - Madonna – Hung Up - Red Hot Chili Peppers – Dani California - Shakira feat. Wyclef Jean – Hips Don’t Lie                                                                                           |
| 24.   | 2007 | Rihanna featuring Jay-Z                    | Umbrella                                            | - Beyoncé – Irreplaceable - Justice – D.A.N.C.E. - Justin Timberlake – What Goes Around...Comes Around - Kanye West – Stronger - Amy Winehouse – Rehab                                                                                         |
| 25.   | 2008 | Britney Spears                             | Piece of Me                                         | - Chris Brown – Forever - Jonas Brothers – Burnin' Up - Pussycat Dolls – When I Grow Up - The Ting Tings – Shut Up and Let Me Go |
| 26.   | 2009 | Beyoncé                                    | Single Ladies (Put a Ring on It)                    | - Eminem – We Made You - Lady Gaga – Poker Face - Britney Spears – Womanizer - Kanye West – Love Lockdown |
| 27.   | 2010 | Lady Gaga                                  | Bad Romance                                         | - 30 Seconds to Mars – Kings and Queens - B.o.B (featuring Hayley Williams) – Airplanes - Eminem – Not Afraid - Florence + the Machine – Dog Days Are Over - Lady Gaga (featuring Beyoncé) – Telephone                                         |
| 28.   | 2011 | Katy Perry                                 | Firework                                            | - Adele – Rolling in the Deep - Beastie Boys – Make Some Noise - Bruno Mars – Grenade - Tyler, the Creator – Yonkers |
| 29.   | 2012 | Rihanna (featuring Calvin Harris)          | We Found Love                                       | - Drake (featuring Badgirlriri) – Take Care - Gotye (featuring Kimbra) – Somebody That I Used to Know - M.I.A. – Bad Girls - Katy Perry – Wide Awake                                                                                           |
| 30.   | 2013 | Justin Timberlake                          | Mirrors                                             | - Macklemore & Ryan Lewis (featuring Wanz) – Thrift Shop - Bruno Mars – Locked Out of Heaven - Lostprophets – I Knew You Were Trouble - Robin Thicke (featuring T.I. und Pharrell) – Blurred Lines                                             |
| 31.   | 2014 | Miley Cyrus                                | Wrecking Ball                                       | - Iggy Azalea (featuring Charli XCX) – Fancy - Beyoncé (featuring Jay-Z) – Drunk in Love - Sia – Chandelier - Pharrell Williams – Happy |
| 32.   | 2015 | Taylor Swift (featuring Kendrick Lamar)    | Bad Blood                                           | - Beyoncé – 7/11 - Kendrick Lamar – Alright - Mark Ronson (featuring Bruno Mars) – Uptown Funk - Ed Sheeran – Thinking Out Loud |
| 33.   | 2016 | Beyoncé                                    | Formation                                           | - Adele – Hello - Justin Bieber – Sorry - Drake – Hotline Bling - Kanye West – Famous |
| 34.   | 2017 | Kendrick Lamar                             | Humble                                              | - Bruno Mars – 24k Magic - Alessia Cara – Scars to Your Beautiful - DJ Khaled (featuring Rihanna & Bryson Tiller) – Wild Thoughts - The Weeknd – Reminder                                                                                      |
| 35.   | 2018 | Camila Cabello (featuring Young Thug)      | Havana                                              | - The Carters – Apeshit - Childish Gambino – This Is America - Drake – God’s Plan - Ariana Grande – No Tears Left to Cry - Bruno Mars (featuring Cardi B) – Finesse (Remix)                                                                    |
| 36.   | 2019 | Taylor Swift                               | You Need to Calm Down                               | - 21 Savage (featuring J. Cole) – A Lot - Billie Eilish – Bad Guy - Ariana Grande – Thank U, Next - Jonas Brothers – Sucker - Lil Nas X (featuring Billy Ray Cyrus) – Old Town Road (Remix)                                                    |
| 37.   | 2020 | The Weeknd                                 | Blinding Lights                                     | - Billie Eilish – Everything I Wanted - Eminem (featuring Juice WRLD) – Godzilla - Future (featuring Drake) – Life Is Good - Lady Gaga with Ariana Grande – Rain on Me - Taylor Swift – The Man                                                |
| 38.   | 2021 | Lil Nas X                                  | Montero (Call Me by Your Name)                      | - Cardi B (featuring Megan Thee Stallion) – WAP - DJ Khaled (featuring Drake) – Popstar (starring Justin Bieber) - Doja Cat (featuring SZA) – Kiss Me More - Ed Sheeran – Bad Habits - The Weeknd – Save Your Tears                            |
| 39.   | 2022 | Taylor Swift                               | All Too Well (10 Minute Version) (Taylor's Version) | - Doja Cat – Woman - Drake (featuring Future and Young Thug) – Way 2 Sexy - Ed Sheeran – Shivers - Harry Styles – As It Was - Lil Nas X and Jack Harlow – Industry Baby - Olivia Rodrigo – Brutal                                              |
| 40.   | 2023 | Taylor Swift                               | Anti-Hero                                           | - Doja Cat – Attention - Miley Cyrus – Flowers - Nicki Minaj – Super Freaky Girl - Olivia Rodrigo – Vampire - Sam Smith und Kim Petras – Unholy - SZA – Kill Bill                                                                              |